# Ivà
Ramón Tosas Fuentes, conocido artísticamente como Ivà (Manresa, 28 de abril de 1941-Briones, 22 de julio de 1993), fue un historietista español, que trabajó en las revistas "El Papus" (de la que llegó a ser director), "Hermano Lobo", "Barrabás" y "El Jueves". Para esta última, creó sus dos series más célebres: Makinavaja e Historias de la puta mili, objeto de adaptaciones a otros medios. El propio Ivà se introdujo en la animación, y fue dueño del estudio Cinenick.

## Biografía

### Inicios profesionales
Al principio de su carrera de dibujante formó pareja artística con Óscar en revistas hoy desaparecidas como "Matarratos" y "En Patufet". Juntos, Óscar e Ivà destacaron a principios de los setenta con sus historietas sobre deportes y actualidad en la revista "Vida deportiva", en el "Diario de Barcelona" y en "Mundo Diario". Ivà, no obstante, poco entendía de deporte, en términos convencionales[cita requerida].
Su prestigio fue a más cuando en 1972 fundan la revista satírico-deportiva "Barrabás", una revista de estilo nuevo, totalmente diferente a lo que se hacía entonces y que marcó a las dos grandes creaciones posteriores: "El Papus" y "El Jueves". Todas estas revistas, aparecidas en su mayoría en los años 70, mostraban un marcado tono irreverente e izquierdista, y criticaban tanto a la sociedad como a los políticos.
Óscar continuó dibujando para "Barrabás" y "El Papus", pero Ivà marchó en 1974 a Londres, donde conoció a Gloria Sánchez Álvarez, su futura mujer.

### Reincorporación a El Papus
A su vuelta a España, se casó y se reincorporó a "El Papus" siendo por entonces Gin su director. En mayo de 1975 fundó para Garbo Editorial la revista "El Hincha Enmascarado" y, tras el fracaso de esta, volvió a "El Papus", meses antes de que la bomba colocada por un grupo terrorista ultraderechista en la redacción provocase el inicio del declive de la revista. 
Tras un tiempo recibió una oferta de "El Jueves" para dirigir esta revista. Tras el episodio de la bomba en "El Papus", una parte importante de la revista se incorporó a "El Jueves". Ivá recibió una contraoferta de "El Papus" para volver a ser director del mismo, y continuó en ella hasta su desaparición. También participó con diversas viñetas de carácter social en el periódico "La Unión del Pueblo", órgano de expresión del Partido del Trabajo de España durante 1977. 
Luego se marchó un tiempo a Venezuela.

### Madurez en el Jueves
En 1986 se reintegra en la plantilla de "El Jueves" aportando sus más famosas historietas: Makinavaja: el último choriso e Historias de la puta mili.
Los últimos trabajos de Ivà en prensa diaria fueron las tiras de El diablo Mefisto y el ángel Pajarito en "El Periódico de Catalunya"  y otra de temática deportiva en el suplemento deportivo del diario "La Vanguardia".
Ivà falleció el 22 de julio de 1993 en un accidente de circulación en Briones (La Rioja), al salirse de la carretera el vehículo en que viajaba con el director teatral Ángel Alonso. Ivà había colaborado con Alonso en la versión teatral de Historias de la puta mili.
Como homenaje, Ivà fue incorporado por José Luis Martín a algunas de sus historietas de ¡Dios mío! como personaje propio.

## Su obra
La teórica Francisca Lladó, en su clasificación de dibujantes y guionistas del denominado boom del cómic adulto en España, lo adscribe a cierta tendencia de funcionalidad espontaneísta, también representada por Fer, Gin, Ja y Óscar que publicaban sobre todo en semanarios satíricos.
El estilo de todos ellos, fuertemente influido por el de Jean-Marc Reiser, ha sido calificado como feísta: los personajes tienen la cabeza mucho más grande que el resto del cuerpo, los fondos son prácticamente inexistentes, y el texto ocupa la mayor parte de la viñeta. 
Sus historietas son mordaces, irónicas, irreverentes y destructivas. No dejan títere con cabeza, y expresan en muchos casos las ideas del autor. Políticamente, Ivà era de izquierdas, calificándole determinados amigos suyos de "teórico de la revolución"[cita requerida]. Persona instruida, gran lector de teórica política y de literatura contemporánea, todo ello quedaba a la vista en su obra. En ese periodo convulso de la historia reciente de España, hasta se vio llevado a juicio en diferentes ocasiones, al igual que muchos de sus compañeros, por lo escandaloso de sus historietas para con el orden establecido. Llegó a estar condenado a varios arrestos domiciliarios por esta razón.
Finalmente, hay que resaltar que sus textos (globos y cartelas) están cargados intencionadamente de faltas ortográficas, argot y palabras malsonantes, para introducir aún más al lector en la historia. Por ejemplo, hay expresiones como: "Po fueno, po fale, po malegro", "¡cagontó!" o "¡to er mundo ar suelo!".